# Carcinome du ramoneur

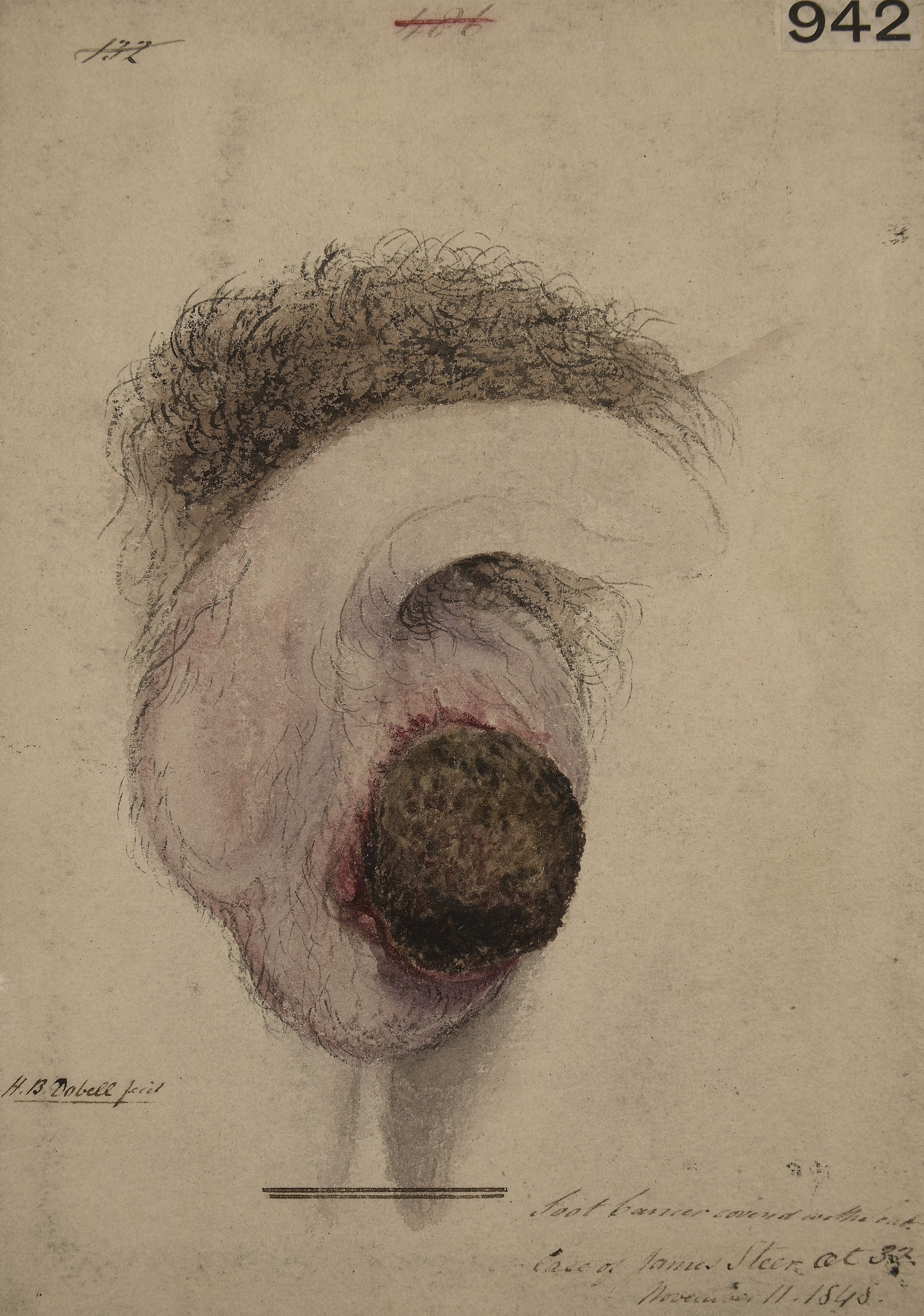
Carcinome du ramoneur (aquarelle d'Horace Dobell, 1848). Le patient était un ramoneur de 32 ans.

Le Cancer du ramoneur, autrefois aussi appelé verrue de suie, est un carcinome spinocellulaire de la peau du scrotum. Premier exemple connu de cancer professionnel, il a été identifié initialement par Percivall Pott en 1775.
Son nom provient du fait qu'il a d'abord été signalé comme particulièrement fréquent chez les ramoneurs.

## Description
Il s'agit d'un carcinome spinocellulaire de la peau du scrotum.
D'apparentes verrues provoquées par le contact avec des particules de suie, si elles ne sont pas excisées, se transforment en cancer du scrotum.
Celui-ci envahit alors le tissu conjonctif, puis le testicule et s'infiltre le long du cordon spermatique jusque dans l'abdomen, où l'évolution est fatale.
L'explication d'un cancer induit par une irritation due à la corde utilisée par les enfants descendant dans les cheminées et/ou à la suie a été écartée quand il a été prouvé expérimentalement en 1922 qu'une des substances « actives » de la suie, le goudron de houille, était cancérogène.

## Histoire
Sir Percivall Pott était un chirurgien anglais du XVIIIe siècle et l'un des fondateurs de l'orthopédie. Il a été le premier scientifique à démontrer que le cancer peut être causé par un environnement cancérogène.
En 1765, il a été élu Maître de la Société des chirurgiens, le précurseur du Royal College of Surgeons (en). C'est en 1775 que Pott a remarqué une association entre l'exposition à la suie et une incidence élevée du cancer « des ramoneurs », un cancer du scrotum touchant les ramoneurs. Ce fut le premier cancer professionnel identifié et Pott a été le premier à démontrer qu'une tumeur maligne peut être causée par un environnement cancérogène. Les premières études de Pott ont contribué à faire de l'épidémiologie une véritable science et ont été à l'origine de la Loi de 1788 sur la protection des ramoneurs.
Pott décrit ainsi le « carcinome des ramoneurs » :

« C'est un mal qui prend toujours naissance à la partie inférieure du scrotum où il provoque une lésion superficielle, douloureuse, verruqueuse avec un aspect induré et qui en peu de temps envahit la peau, le conjonctif et les tissus du scrotum, puis le testicule, qui gonfle et durcit. Il s'infiltre ensuite par le cordon spermatique dans l'abdomen. »

Il commente ainsi la vie de ces garçons : 

« Le sort de ces malheureux est particulièrement difficile... ils sont traités avec une grande brutalité... ils travaillent dans des cheminées étroites et parfois chaudes, [sic] où ils sont meurtris, brûlés et presque étouffés, et quand ils arrivent à la puberté ils deviennent... passibles d'une maladie maligne, douloureuse et fatale. »

Le cancérogène suspecté a été le goudron contenant peut-être de l'arsenic,. Bien que Pott n'ait pas écrit d'autres articles sur le sujet, les études cliniques ont commencé à apparaître, ce qui suggère que d'autres avaient constaté la même maladie sans se rendre compte de quoi il s'agissait et comme Pott l'avait dit : 

« [Comme cela se produit après la puberté]… ces lésions sont généralement considérées, à la fois par le patient et par le chirurgien comme des maladies vénériennes et traitées par des sels mercuriels. »

La maladie était généralement précédée par l'apparition de lésions d'hyperkératose sur le scrotum, que les ramoneurs appelaient « verrues de suie ». Celles-ci pouvaient être bénignes. Les ramoneurs les enlevaient souvent eux-mêmes en les saisissant avec un morceau de bois et en les coupant avec un couteau de poche. Par exemple :

« Il... l'a saisi avec un bâton fendu et coupé avec un rasoir. Il a fait remarquer que ce n'était pas très douloureux. Il a repris le travail le lendemain... »

Mais si la lésion était devenue maligne, c'était beaucoup plus grave. Les patients tardaient souvent à demander un avis médical et, quand ils le faisaient, beaucoup étaient en piteux état. En 1825 un ramoneur de 28 ans rencontra Jefferies, qui décrit son état :

« La plaie occupe la totalité de la partie gauche du scrotum et l'angle interne de la cuisse, s'étendant à partir de l'anus de l'apophyse épineuse postérieure à l'iléon, présentant une surface aussi grande que la main ouverte d'un homme, avec des bords indurés durs et des marges irrégulières, laissant suinter un pus, extrêmement irritant, le testicule gauche est entièrement envahi ; dans l'aine gauche se trouve une masse de ganglions indurés, de la taille d'un œuf d'oie et l'aine droite suppure : il existe également une ulcération, de nature maligne également, de la taille d'une demi-couronne (5 cm)...
Malgré la présence de cette excroissance, le malheureux ne ressentait pas de douleur et son seul problème était que 10 jours avant son admission, il avait saigné de l'aine et perdu environ une pinte de sang. Même cela, cependant, n'avait pas réellement altéré son état général. »

## Traitement
Le traitement était chirurgical, consistant à exciser toutes les parties malades : avant l'introduction de l'anesthésie c'était un processus simple pour le chirurgien, mais terrifiant pour le patient. Des traitements alternatifs ont également été proposés, y compris l'application d'un cataplasme de pâte contenant de l'arsenic.
La véritable cause de ce cancer resta inconnue jusqu'à la découverte par R. D. Passley, médecin chercheur au Guy’s Hospital, en 1922 de substances faiblement cancérigènes dans la suie. Jusqu'alors, la théorie la plus répandue était que la suie s'incrustait dans les replis du scrotum et provoquait une irritation. Les ramoneurs n'étaient pas réputés pour l'attention qu'ils portaient à leur hygiène corporelle et on supposait qu'ils ne lavaient jamais leurs organes génitaux. La plus jeune victime, répertoriée en 1790 par James Earle (gendre de Pott), était âgée de 8 ans. La maladie était principalement un phénomène britannique : en Allemagne, par exemple, les ramoneurs portaient des vêtements de protection appropriés qui empêchaient la suie de s'accumuler à la partie inférieure du scrotum, tandis qu'au Royaume-Uni les garçons descendaient parfois nus dans les cheminées parfois encore chaudes.

## Maladies analogues
Des décennies plus tard, ce cancer a été constaté chez des travailleurs des usines à gaz et les ouvriers exposés aux schistes bitumineux, et il a été découvert plus tard que certains constituants du goudron, de la suie, et des huiles minérales ou issues de la pyrolyse de matières organiques, riches en hydrocarbures aromatiques polycycliques, étaient capables d'induire un cancer chez les animaux de laboratoire.
Un cancer analogue, le carcinome des fileurs de coton a été attribué au contenu cancérogène de l'huile de schiste utilisée pour lubrifier les roulements des broches des machines à filer (Mule-jenny).
Un autre a été détecté chez les décolleteurs.